# Saunders Islands National Park
Saunders Islands National Park är en park i Australien. Den ligger i delstaten Queensland, omkring 2 000 kilometer nordväst om delstatshuvudstaden Brisbane. Saunders Islands National Park ligger 8 meter över havet.
Trakten är glest befolkad. Det finns inga samhällen i närheten.
Savannklimat råder i trakten. Genomsnittlig årsnederbörd är 1 475 millimeter. Den regnigaste månaden är mars, med i genomsnitt 382 mm nederbörd, och den torraste är augusti, med 6 mm nederbörd.